# Rainer Bolle
Rainer Bolle (* 1960) ist ein deutscher Religionspädagoge und Erziehungswissenschaftler für Allgemeine Pädagogik.

## Leben
Er studierte an der Universität Münster katholische Theologie, Pädagogik und Philosophie auf Lehramt für Gymnasien. In Münster wurde er 1988 promoviert. Als wissenschaftlicher Assistent an der Universität Hamburg habilitierte er sich über Jean-Jacques Rousseau. Nach Referendariat und vierjähriger Lehrertätigkeit an der Sophie-Barat-Schule erhielt er 2002 einen Ruf an die PH Karlsruhe auf die Professur für Allgemeine Pädagogik. Dort hatte Rainer Bolle von 2003 bis 2011 zudem die Leitung des Zentrums für Schulpraktische Studien inne.

## Schriften (Auswahl)
- Religionspädagogik und Ethik in Preußen. Eine problemgeschichtliche Analyse der Religionspädagogik in Volksschule und Lehrerausbildung in Preußen von der Preußischen Reform bis zu den Stiehlschen Regulativen (= Internationale Hochschulschriften. Die Reihe für Habilitationen und sehr gute und ausgezeichnete Dissertationen Band 6). Waxmann, Münster/New York 1988, ISBN 3-89325-008-5 (zugleich Dissertation, Münster 1988).
- Jean-Jacques Rousseau. Das Prinzip der Vervollkommnung des Menschen durch Erziehung und die Frage nach dem Zusammenhang von Freiheit, Glück und Identität (= Internationale Hochschulschriften. Die Reihe für Habilitationen und sehr gute und ausgezeichnete Dissertationen Band 182). Waxmann, Münster/New York 1995, ISBN 3-89325-363-7 (zugleich Habilitationsschrift, Hamburg 1995).
- Schulische Lernprozesse auf dem Prüfstand. Auswertungen eines Unterrichtsversuchs im Religionsunterricht der neunten Jahrgangsstufe eines staatlichen Gymnasiums in Hamburg. Mit einem Nachwort von Fulbert Steffensky. Waxmann, Münster/New York/München/Berlin 1999, ISBN 3-89325-704-7.